# Karol Stanisław Radziwiłł

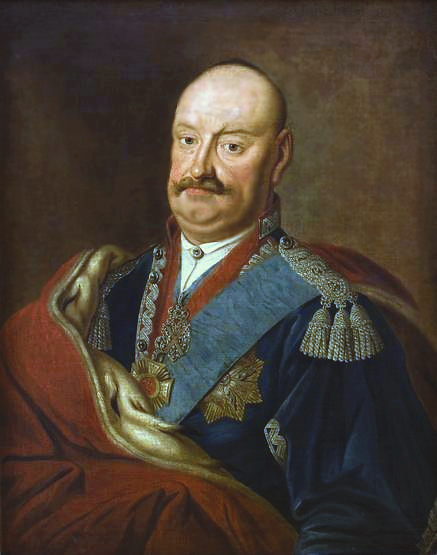
Karol Stanisław Radziwiłł

Karol Stanisław Radziwiłł (kallad Panie Kochanku, "Käre herr broder"), född 27 februari 1734 i Nieśwież, död 21 november 1790 i Biała Podlaska, var en polsk adelsman av ätten Radziwiłł. 
Efter August III:s död var han anhängare av Adam Kazimierz Czartoryskis parti och tvingades fly till Osmanska riket, men återvände sedan och erkände Stanisław II August. Som marskalk vid konfederationen i Bar tvingades han åter lämna landet, men Katarina II tillät honom återvända till Polen. Han underhöll själv en här av 10 000 man, och hans hem i Nieśwież var mycket beryktat för sin orientaliska lyx och vräkiga gästfrihet.